# Mycomya montalba
Mycomya montalba är en tvåvingeart som beskrevs av Vaisanen 1984. Mycomya montalba ingår i släktet Mycomya och familjen svampmyggor.
Artens utbredningsområde är New Hampshire. Inga underarter finns listade i Catalogue of Life.